# Danh sách chiến thuật quân sự
Đây là danh sách các chiến thuật quân sự. Sự sắp xếp theo hệ thống chỉ có tính tương đối. Danh sách liệt kê chủ yếu theo thứ tự của bảng chữ cái. Danh sách này chỉ có tính liệt kê, không diễn giải sự liên quan, kết nối hay chồng lấn của các khái niệm. Mỗi một đề mục nhỏ và liên kết của danh sách nên được hiểu một cách độc lập với nhau.

## Chiến thuậttấn công

### Chiến thuật đơn vị

#### Chiến thuật bộ binh
- Bắn diễu hành
- Đột kích chiến hào
- Khỉ ăn chuối
- Nắm thắt lưng địch mà đánh
- Nhử cóc vào rọ
- Nở hoa trong lòng địch
- Overwatch
  - Bounding Overwatch
- Tấn công "vạn tuế"
- Xâm nhập
  - Xâm nhập tĩnh lặng
- Xung kích, xung phong, hay tấn công xung phong
  - Xung kích Cao nguyên[a]

#### Chiến thuật pháo binh và pháo binh-bộ binh kết hợp
- Bắn và chạy
- Chiến thuật biển lửa, gọi bởi Giải phóng quân Nhân dân Trung Quốc.
- Pháo binh tập trung
- Pháo kích
  - Pháo kích phối hợp
- Pháo kích càn quét
  - Pháo kích cố định
  - Pháo kích di chuyển
    - Pháo kích tiến công

  - Pháo kích cô lập, hay Pháo kích chặn hậu
- Phản pháo
- Tiền pháo hậu xung
- Trận địa pháo

#### Chiến thuật đơn vị cơ giới
- Moto chiến đấu
- Mũi nhọn thiết giáp
- Panzerkeil
- Thiết xa vận

#### Chiến thuật kỵ binh
- Chiến thuật Caracole
- Chiến thuật Trimarcisia
- Chiến thuật Xe ngựa
- Người Parthia bắn cung
- Sóng biển, hay "làn sóng" được sáng tạo và sử dụng bởi Quân đội đế quốc Mông Cổ.[1][2]
- Vòng tròn Cantabri
- Chiến thuật của kỵ binh Người Scythia
- Chiến thuật Tent pegging
- Kỵ binh bay
- Chiến thuật kỵ binh lạc đà
  - Chiến thuật của Cung thủ lạc đà
  - Chiến thuật của Kỵ binh lạc đà
  - Chiến thuật của Pháo binh lạc đà

#### Chiến thuật tượng binh
- Tượng binh xung phong
- Tượng binh cung thủ

#### Chiến thuật hải quânvà thủy quân lục chiến
- Bắn cào
- Bầy sói trên biển
- Chiến thuật biển tàu
- Chiến thuật Tên lửa diệt hạm
- Đột kích hải quân
- End Around (chiến thuật)
- Hải kích, hay Pháo kích hải quân
- Hạm đội hộ tống
- Hỗ trợ pháo kích hải quân
- Khóa cảng
- Leo tàu
- Lược vàng (chiến thuật)
- Nhóm tàu sân bay tấn công
- Tàu buôn vũ trang
- Tấn công hải quân đặc biệt, loại chiến thuật tấn công hải quân tự sát của Quân đội Đế quốc Nhật Bản
- Tấn công ngăn chặn (chiến thuật hải quân)
- Tấn công tuyến
- Vượt qua "T"
- Chiến thuật của Tàu con rùa

#### Chiến thuật không quân
- Biệt kích dù
- Bom bóng Fu-Go, tấn công bom bóng của Nhật Bản vào Bắc Mỹ trong Thế chiến II.
- Đánh bóc vỏ trên không
- Đánh du kích trên không
- Diều hâu
- Gây nhiễu trên không
- Hỗ trợ không lực tầm gần
- Hộ tống trên không
- Không kích
  - Ném bom chiến thuật
    - Ném bom chính xác
    - "Ném bom đưa đón"

  - Ném bom khu vực
  - Ném bom theo hàng
  - Pháo kích trên không, hay Pháo binh bay
  - Gọng kìm - không kích
- Lính dù đổ bộ
- Máy bay chiến đấu không người lái
- Tấn công kamikaze
- Trực thăng chiến đấu
- Trực thăng vận
- Chiến thuật của Sonderkommando Elbe

### Chiến thuật chung
- Vây bọc
  - Bao vây[3][4]
    - Vây hãm
    - Vây lấn
    - Vây lỏng

  - Bỏ túi
- Bát trận đồ
- Bắn chéo
- Bắn lần lượt
- Bắn nhiễu
- Bắn quấy rối
- Bắn tỉa
- Bắn xối xả (*)
- Bóc vỏ (chiến thuật tấn công) (Bóc bì chiến thuật), hay Bao vây đánh lấn hay Vây, lấn, tấn, diệt
- Bóc vỏ (chiến thuật rút lui)
- Búa và đe
- Camisado
- Cảnh báo và quấy rối (quân sự)
- Chiến thuật moi tim (Oa tâm tạng chiến thuật)
- Cuộc đột kích trước lúc bình minh
- Đánh điểm, diệt viện[5]
- Đánh lén
- Đánh bọc hậu
- Đánh mai phục
- Đánh tập hậu
- Đánh trọng điểm
- Đánh sáp lá cà
- Đánh úp
- Đánh và chạy
- Đột kích
- Giả vờ rút lui
- Hỏa lực đồng loạt
- Lỗ chuột
- Mưa tên
- Ordre mixte
- Pakfront
- Phản công
- Phục kích[6]
- Tác chiến về đêm
- Tấn công áp đảo
- Tấn công bất ngờ[7]
- Tấn công đồng loạt
- Tấn công nhanh
- Tấn công phối hợp, hay Tác chiến hiệp đồng binh chủng
- Tấn công tên lửa hành trình
- Tấn công trực diện
- Trinh sát
- Trinh sát bằng hỏa lực
- Tuần tra
- Vừa chạy vừa bắn

## Chiến thuậtphòng thủ

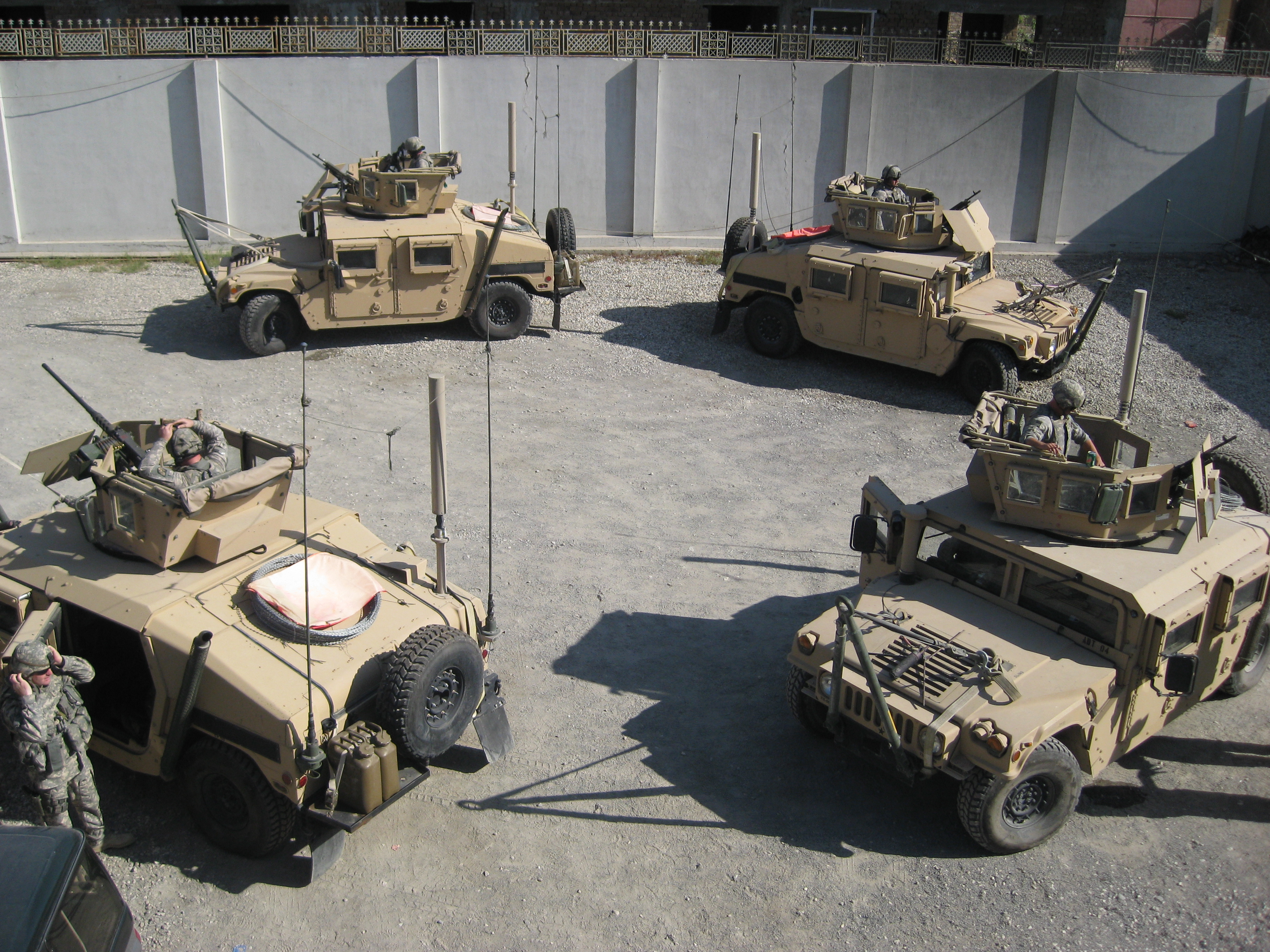
Phòng thủ vòng

- Bãi cắm cọc tre chống lính dù: là chiến thuật phòng thủ chống lính dù Pháp của lực lượng Việt Minh trong chiến tranh Đông Dương.[8][9][10][11]
- Bãi mìn
- Boong ke
- Cảnh giới (quân sự)
- Chiến hào
- Chông
- Đánh chặn
  - Máy bay đánh chặn
  - Tên lửa phòng không
- Hàng rào điện tử McNamara
- Hàng rào kẽm gai
- Hệ thống báo động
- Hộ tống
- Khu vực cấm lái xe (Mỹ)
- Lực lượng vòng ngoài
- Lưới B40
- Lưới thép (hải quân)
- Kotta mara
- Pháo đài
- Phòng thủ di động
- Phòng thủ đa diện
- Phòng thủ ngược dốc
- Phòng thủ nhím (Quân Phần Lan)
- Phòng vệ bờ biển
  - Pháo binh ven biển
- Răng rồng
- Tấn công phòng không
- Thủy lôi
- Trận địa bãi cọc, là một chiến thuật thủy chiến phối hợp được sáng tạo và sử dụng bởi người Việt Nam.
- Trận địa pháo
- Trận địa phòng không
  - Trận địa phòng không đa tầng[12]

## Chiến thuật hoặc chiến lược
Dưới đây là các chiến thuật quân sự và cũng là chiến lược quân sự, chúng xảy ra ở nhiều cấp độ của chiến tranh, từ chiến thuật đến chiến lược.
- Án binh bất động
- Bao vây
  - Vây hãm
  - Vây lỏng
- Chia cắt (quân sự)
- Chia lửa (quân sự)
- Đánh du kích
- Đánh gọng kìm
- Đánh hậu cần[13] là hoạt động đánh nguồn cung ứng hậu cần của đối phương. Mục đích là, thay vì đánh đối phương một cuộc giao chiến trực tiếp, quân đội sẽ tổ chức đánh đường giao thông hậu cần hoặc kho tàng, nhằm làm yếu khả năng chiến đấu, sau đó đánh bại một đối phương đã kiệt sức bởi thiếu thốn: vũ khí, thuốc men, lương thực, nước uống,...
- Đánh tạt sườn hay Tấn công cánh
- Đánh vu hồi, hay Đánh vòng
- Khai thác điều kiện tự nhiên (quân sự)
- Mở để Kết thúc
- Nghi binh[14]
- Nhảy cóc
- Phân khu chiến đấu (Mỹ)
- Rút lui[15]
- Sốc và sợ hãi
- Tàu cá vũ trang (Trung Quốc)
- Tấn công trọng điểm
- Tấn công từng phần
- Tìm và diệt
- Tràn ngập (quân sự)
  - Chiến thuật biển người (Tràn ngập biển người)
  - Tràn ngập lãnh thổ[16][17]

## Nội dung khác
Các chiến thuật Lừa dối:
- Cờ giả
- Lừa dối quân phục
- Ngụy trang
- Trá hàng: là giả vờ chịu thua hay đầu hàng.[18]
- Tin giả

Dưới đây liệt kê các phần không phải chiến thuật quân sự nhưng nội dung có tính liên quan.
- Cận chiến
- Chi viện
- Cơ động
- Do thám
- Đánh bom tự sát
- Đàm phán quân sự
- Đơn vị cơ động
- Kill zone
- Lá chắn người
- Lợi thế trên cao (quân sự)
- Lực lượng kết hợp
- Lực lượng phản ứng nhanh
- Thắng lợi chiến thuật
- Triển khai lực lượng
- Truy kích: là hoạt động chiến đấu của một đơn vị cơ động theo đuổi quân thù đang rút lui.[19] Hoạt động này chớp thời cơ di chuyển, không ở trong tình trạng bố trí và sẵn sàng chiến đấu của quân đối phương, truy đuổi để tiêu diệt các đơn vị rời rạc, hỗn loạn của quân địch.
- Tương khắc binh chủng

### Sách
- Bộ Quốc phòng, Quân khu 3 (1995). Trung đoàn 42 Trung Dũng. Nhà xuất bản Quân đội nhân dân.{{Chú thích sách}}:  Quản lý CS1: tên số: danh sách tác giả (liên kết)
- Hồ Chí Minh (1995). Hồ Chí Minh toàn tập: 1930-1945. Nhà xuất bản Chính trị quốc gia.
- Nguyễn Lân (2000). Từ điển từ & ngữ Việt Nam. Nhà xuất bản Thành phố Hồ Chí Minh.
- Nguyễn Viết Tá (1993). Miền Đông Nam Bộ kháng chiến, 1945-1975, Tập 2. Nhà xuất bản Quân đội nhân dân.
- Trần Trọng Trung (2006). Tổng tư lệnh Võ Nguyên Giáp. Nhà xuất bản Chính trị quốc gia.